# Chalaco (distrito)
Chalaco é um distrito do Peru, departamento de Piura, localizada na província de Morropón.

## Transporte
O distrito de Chalaco é servido pela seguinte rodovia:
- PE-1NR, que liga a cidade de Chulucanas ao distrito de Pacaipampa[3][4][5]